# Eriocranites hercynicus
Eriocranites hercynicus är en fjärilsart som beskrevs av Kernbach 1967. Eriocranites hercynicus ingår i släktet Eriocranites och familjen purpurmalar. Inga underarter finns listade i Catalogue of Life.